# 天鹅座V1974

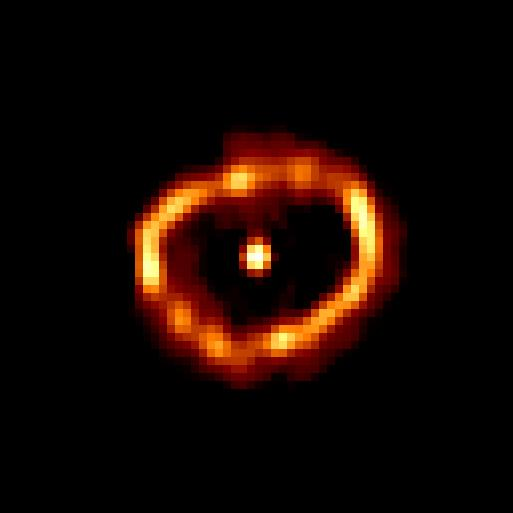
NASA在1994年1月拍摄的天鹅座V1974

天鹅座V1974（V1974 Cygni）也被称为1992年天鹅座新星（Nova Cygni 1992）是一颗位于天鹅座的新星，1992年爆发。
它在1992年2月19日首先由彼得·科林斯发现，当时视星等为6等，最后恒星到达的最高亮度为4.4。新星的氢燃烧在2年后即1994年结束。这是一颗氖新星，也是第一颗从爆发到燃烧结束全程观测的新星，经计算它距离地球10,430光年。